# Клан Маклеллан

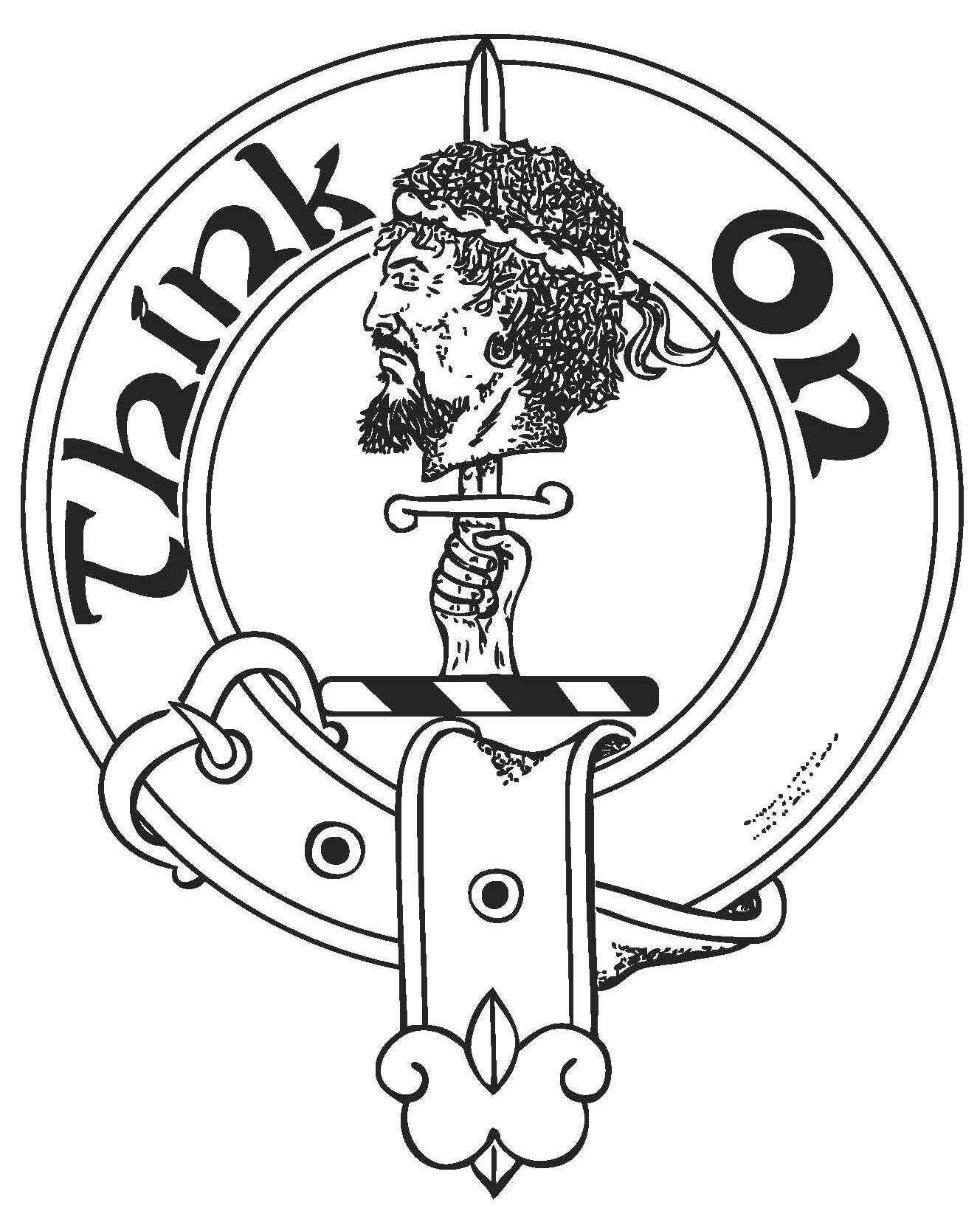
Нашоломнтк клану Маклеллан.

Герб вождя клану Маклеллан.

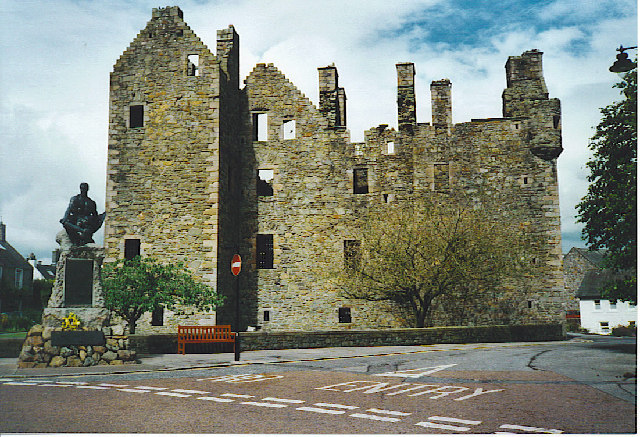
Руїни замку Маклеллан.

Клан Маклеллан (шотл. — Clan MacLellan, Clan MacClellan, гел. — Clan Mac Gille Fhaolain) — клан Макклеллан, клан Мак Гілле Фаолайн — клан Синів Слуг святого Фаолайна — один з кланів рівнинної частини Шотландії — Лоулендсу. На сьогодні клан Маклеллан не має визнаного герольдами Шотландії та лордом Лева вождя, тому називається «кланом зброєносців».
Гасло калану: Think On — Думаю про
Історична резиденція вождів клану: Замок Маклеллан (шотл. — MacLellan's Castle)
Останній вождь клану: Високоповажний Камден Грей Маклеллан (шотл. — Camden Gray Maclellan) — Х лорд Кіркудбрайт — помер у 1832 році
Союзні клани: Стюарт, Воллес
Ворожі клани: Дуглас

## Історія клану Маклеллан

### Походження клану Маклеллан
Клан Маклеллан кельтського (гельського) походження. Гельська назва клану Мак Гілле Фаолайн означає клан Синів Слуг святого Фаолайна. Святий Фаолайн (Філлан) був місіонером кельської церкви. Досі існує селище з назвою Фелху (гельск. — Faelchu) в Пертширі, що назване на честь святого Фаолайна і в буквальному перекладі означає «Вовк Філлана». Клан Маклеллан колись був численним і сильним кланом, володів землями в Галловей. Клан давній, але перша згадка в історичних документах про клан Маклеллан та вождя цього клану стосується Дункана Маклеллана, що згадується в грамоті короля Штлландії Олександра II в 1217 році.

### XIV століття— війна за незалежність Шотландії
Під час війни за незалежність Шотландії вождь клану клан Маклеллан Бомбі і його найближче оточення були серед Керкубрі — близьких соратників сера Вільяма Воллеса, коли він поїхав до Франції після поразки в битві під Фалкірком у 1298 році.

### XV століття
На початку XV століття налічувалось не менше 14 лицарів в землі Галловей, що носили імено Маклеллан. Вождь клану — сер Патрік Маклеллан Бомбі мав численні маєтки, але всі вони були конфісковані через рейди клану Маклеллан на землі клану Дуглас, з яким вони ворогували. Але король Шотландії Джеймс II повернув маєтки та землі серу Вільяму Маклеллану — сину сера Патріка Маклеллана після того як він захопив ватажка циганського табору, що тероризував весь район грабунками та вбивствами. Лицар приніс королю голову розбійника наколоту на меч, який він ніс в піднятій догори руці. Ця історія стала одним з пояснень емблеми клану Маклеллан, що є на його нашоломнику. Але є ще інше пояснення — на нашоломнику зображена голова мавра, і це натяк на участь клану Маклеллан в Хрестових походах.
У 1452 році сер Патрік Маклеллан Бомбі був шерифом Галловей і був захоплений в полон Вільямом Дугласом — VIII графом Дуглас. Граф Дуглас відвіз Маклеллана в замок Трев і почав вимагати від нього, щоб той взяв участь у змові проти короля, або хоча б допоміг змовникам. У той час дядько сера Патріка служив королю серед його близького оточення. Граф Дуглас почав гру і листування, обіцяючи за певну допомогу випустити полоненого. Дядько Патріка погодився співпрацювати з графом Дугласом, але граф Дуглас вбив Патріка, коли той зустрівся зі своїм дядьком під час обіду. Існує переказ, що клан Маклеллан у помсту за це обстріляв замок Трев з гармат — знаменитих шотландських гармат Монс Мег.

### XVI століття
Під час англо-шотландської війни XVI століття сер Вільям Маклеллан Бомбі був посвячений у лицарі королем Шотландії Джеймсом IV. Сер Вільям Маклеллан Бомбі був убитий в битві під Флодден у 1513 році відважно воюючи за короля. Син Вільяма — Томас Маклеллан був убитий в Единбурзі біля дверей церкви Святого Гілеса Гордоном Лохінваром у в 1526 році.

### XVII століття
Сер Роберт Маклеллан був придворним королів Шотландії та Англії Джеймса VI і Карла I. У 1633 році він був отримав титул пера як лорд Керкубрі. Під час громадянської війни на Британських островах він був таким ревним роялістом, що він заліз у величезні борги допомагаючи королю. У результаті цього всі його маєтки були повністю зруйновані ворогами роялістів.

### XVIII— ХІХ століття
На початку XVIII століття рід вождів клану Маклеллан урвався і було два претенденти на цю посаду. Суперечка була вирішена палатою лордів аж у 1761 році. Але титул вождя клану знову став вакантним, коли IX лорд Керкубрі помер в Брюгге у 1832 році.

## Замки клану Маклеллан
- Замок Маклеллан в землях Керкубрі — на південному заході Шотландії був резиденцією вождів клану Маклеллан. Колись на цьому замку був монастир Грейфраєрз, збудований не пізніше 1449 року. Але потім під час реформації будівля потрапила у власність клану Маклеллан і була перебудована в замок у 1560 році.

## Інші Маклеллан
На Західних островах Шотландії теж живуть люди, які називають себе Маклеллан — особливо численні вони на островах Еріскей та Південний Віст та в землях Маллайг і Арісайг. Вважається, що цей клан чи гілка клану Маклеллан походять від давніх шотландських кланів Мак Гілле Фіалайн (гел. — Clann Mac Gille Fhialain) та Ян Мойр (гел. — Clann Iain Mhoir). Але є думка, що все це один і той же клан, тільки в різні часи він мав різні назви.